# Archeria (тварина)
Archeria — рід емболомерів, який мешкав у ранній пермі в Техасі та Оклахомі. Це був водний хижак середніх розмірів, з подовженим тілом і хвостом. Кінцівки були пропорційно невеликими, але добре розвиненими, з'єднаними міцними поясами кінцівок. Череп був помірно довгий і низький, до 30 см в довжину. На відміну від більшості емболомерів, Archeria мала багато маленьких долотоподібних зубів замість великих іклів. Анатомія Archeria добре відома порівняно з більшістю емболомерів, оскільки це відомо з кількох повних скелетів, відкритих у 1939 році А. С. Ромером. Ці екземпляри походять із кісткового ложа Джеральдін, відкладення прибережної формації Адмірал в окрузі Арчер, штат Техас. Інші залишки роду раніше відносили до Cricotus, північноамериканського емболомера сумнівної дійсності.